# Les coses que diem, les coses que fem
Les coses que diem, les coses que fem (títol original en francès, Les Choses qu'on dit, les choses qu'on fait) és una pel·lícula dramàtica francesa de 2020 escrita i dirigida per Emmanuel Mouret. És protagonitzada per Camelia Jordana, Niels Schneider, Vincent Macaigne i Julia Piaton.
La pel·lícula va rebre 13 nominacions en els 46ns premis César, el màxim de nominacions que pot tenir una pel·lícula. S'ha subtitulat al català.

## Repartiment
- Camelia Jordana com a Daphné
- Niels Schneider com a Maxime
- Vincent Macaigne com a François
- Émilie Dequenne com a Louise
- Jenna Thiam com a Sandra
- Guillaume Gouix com a Gaspard
- Julia Piaton com a Victoire
- Louis-Fer de Lencquesaing com a El director

## Recepció

### Taquilla
La pel·lícula va ser estrenada a França el 16 de setembre de 2020 en 294 cinemes, amb 11,144 visions en el seu primer dia.
El primer cap de setmana en sales va aplegar 55,695 espectadors. Després d'una setmana, la pel·lícula havia acumulat 77,092 visionats. Malgrat projectar-se en 66 sales més, el segon cap de setmana va estar marcat per una devallada d'un 24.5% en el nombre d'espectadors, uns 58,182.
El gener de 2021, la van veure un total de 279,094 espectadors.

## Estrena
La pel·lícula es va estrenar el 16 de setembre de 2020 a França.